# Paul Weiss (Geiger)
Paul Weiss, ursprünglich Paul Weisz, (* 12. Oktober 1898 in Wien; † 18. Oktober 1967 in San Francisco) war ein US-amerikanischer Geiger, Kapellenleiter, Dirigent und Komponist ungarisch-österreichischer Herkunft. Die Sopranistin Eugenie Sendrey war eine Schwester dieses Musikers. Paul Weiss war ein verfolgter jüdischer Musiker der NS-Zeit.

## Leben
Von 1911 bis 1916 studierte Weiss an der k.k. Akademie für Musik und darstellende Kunst in Wien bei Gottfried Feist und Julius Stwertka Geige. Nach Ende des Zweiten Weltkrieges nahm Weiss eine intensive Tätigkeit als Musiker auf. In Tourneen bereiste er die Schweiz, Rumänien, Jugoslawien, Griechenland, Polen, Ägypten und 1934 Ceylon.
Zur Zeit des Anschlusses Österreichs an das Deutsche Reich weilte Weiss nicht in Wien. Bei seiner Rückkehr im März 1938 betrieb er sofort wegen seiner Gefährdung als Mitglied einer jüdischen Familie die Ausreise. Unterstützt vom American Jewish Joint Distribution Committee reiste Weiss mit seiner Familie, mit Frau und Sohn, über Marseille nach Shanghai. Familie Weiss lebte in dem japanisch besetzten Shanghai unter ghettohaften Bedingungen. In Nachtclubs spielte Paul Weiss klassische Musik zum Dinner. Er trat auch mit lokalen Kapellen auf. 1942 hatte er sogar eine eigene Kapelle gegründet, wenn auch die Bedingungen für Auftritte in Shanghai wegen der eingeschränkten Bewegungsfähigkeit zunehmend schwieriger wurden.
Während Weiss’ Sohn Richard bereits 1947 in die USA übersiedeln konnte, dort studierte und anschließend nach Israel auswanderte, mussten Paul Weiss und seine Frau bis 1949 in Shanghai verbleiben. Das Ehepaar Weiss wurde im Mai 1949 angesichts der drohenden Machtübernahme durch die Kommunisten von amerikanischen Militärkräften nach Kanada verbracht. Nach zweijährigem Aufenthalt in Toronto ließ sich das Ehepaar Weiss schließlich in San Francisco nieder. 1956 erhielten sie dort die US-amerikanische Staatsbürgerschaft.
Familie Weiss erhielt auf Antrag an den österreichischen Staat aus dem „Österreichischen Hilfsfonds für Verfolgte mit Wohnsitz im Ausland“ in den Jahren 1960 und 1961 aus verschiedenen Gründen nur relativ unbedeutende Entschädigungsgelder. Ihre wirtschaftliche Lage war aufgrund des insgesamt schwierigen Gesundheitszustandes von Paul Weiss kritisch. Ob Weiss von San Francisco aus nochmals als Musiker aufgetreten ist, ist nicht bekannt. Er starb am 18. Oktober 1967 in San Francisco. Seine Frau übersiedelte anschließend zu ihrem Sohn nach Israel.
Weiss’ Mutter Franciska wurde im August 1942 in das Ghetto Theresienstadt deportiert und kam dort am 31. Dezember 1942 ums Leben. Sein Vater war schon 1921 verstorben.